# Chris Martin (futbolista)
Christopher Hugh Martin (Beccles, Inglaterra, Reino Unido, 4 de noviembre de 1988), conocido como Chris Martin, es un futbolista escocés que juega de delantero en el Bristol Rovers F. C. de la League One de Inglaterra.
Se inició futbolísticamente en el Norwich City, donde debutó el 30 de enero de 2007. Estuvo a préstamo en equipos como Luton Town, Crystal Palace, Swindon Town y Derby County, donde fue contratado libre de los "canarios".

## Carrera

### Norwich City
Va a la banca por primera vez el 13 de enero de 2007 contra el Plymouth Argyle después de tener una gran actuación en la Copa FA Juvenil. Hizo su debut el 30 de enero de 2007 en la victoria 1-0 contra los Wolves. Le llegó la hora de anotar su primer gol, se lo hizo al Blackpool por la repetición de la cuarta de la FA Cup el 13 de febrero de 2007 en Carrow Road.
Llegó a tener tan buenas actuaciones que el Manchester United llegó a tener interés en el delantero.

### Luton Town
Cuando empezaba la temporada 2008-09, él buscaba un lugar en la plantilla titular, pero el director técnico Glenn Roeder decidió mandarlo a préstamo a otro equipo, algo que levantó críticas y enojo por parte de los hinchas.
Chris Martin fue asignado al Luton Town, que en aquella época militaba en la League Two; junto a Michael Spillane,compañero en el Norwich City.
Martin hace su debut con la camiseta del Luton el 9 de agosto de 2008 en el primer partido de liga con victoria 3-1 contra el Port Vale, y convirtió su primer gol el 23 de agosto en un empate 1-1 contra el Notts County.
El Luton Town no tuvo la mejor temporada, es por eso que al llegar al final de la temporada tenían que ganarle sí o sí al Chesterfield para evitar el descenso. Martin se perdió el partido, el Luton empató 0-0, y descendió al Football Conference. Martin jugó 3 partidos más, pero no volvió a marcar.
Jugó 51 partidos en la temporada (el jugador más usado en el Luton esa temporada),de los cuales hizo 13 goles.

### Regreso al Norwich
Cuando Martin vuelve al Norwich (el Norwich había descendido a la League One) con la esperanza de poder estar en la plantilla titular. Y después de una gran pre-temporada que hizo, lograría ganarse la titularidad en el primer partido contra el Colchester. El Norwich ganó 7-1 aquel partido, esto le dio continuidad al delantero y ganarse la confianza del técnico, Paul Lambert. Marcaría su primer gol en la temporada al MK Dons a los 16 segundos del partido.
Martin firma un contrato con los "canarios" un contrato de tres años y medio en enero de 2010.
Finalizó su mejor temporada con 48 apariciones (40 de titular y 8 de suplente) con 23 goles, incluyendo el gol de la victoria frente al Leeds United que le daría una chance importante al Norwich de ascender.
En la temporada 2010-11, marca su primer gol en la victoria del Norwich por 4-1 ante el Gillingham por League Cup.Se perdería algunos partidos porque perdió el puesto de titular por el delantero Simeon Jackson, pero volvió a la titularidad anotando contra el Barnsley. Marcaría el gol de la victoria frente al Derby County faltando 13 minutos para el final,el partido finalizó 2-1.Pero desafortunadamente se perdería el resto de la temporada, ya que en febrero de 2011, sufriría una rotura fibrilar en un entrenamiento.Se recuperó en los últimos partidos de aquella temporada, pero no tuvo la chance de jugar.

## Clubes
| Club                          | País       | Año       |
| ----------------------------- | ---------- | --------- |
| Norwich City F. C.            | Inglaterra | 2006-2013 |
| Luton Town F. C. (cedido)     | Inglaterra | 2008-2009 |
| Crystal Palace F. C. (cedido) | Inglaterra | 2011-2012 |
| Swindon Town F. C. (cedido)   | Inglaterra | 2012-2013 |
| Derby County F. C. (cedido)   | Inglaterra | 2013      |
| Derby County F. C.            | Inglaterra | 2013-2020 |
| Fulham F. C. (cedido)         | Inglaterra | 2016-2017 |
| Reading F. C. (cedido)        | Inglaterra | 2018      |
| Hull City A. F. C. (cedido)   | Inglaterra | 2018-2019 |
| Bristol City F. C.            | Inglaterra | 2020-2023 |
| Queens Park Rangers F. C.     | Inglaterra | 2023      |
| Bristol Rovers F. C.          | Inglaterra | 2023-     |